# 蒂林厄姆 (麻薩諸塞州)
蒂林厄姆（英語：Tyringham）是一個位於美國麻薩諸塞州伯克夏縣的鎮。

## 人口
根據2020年美國人口普查的數據，蒂林厄姆的面積為48.90平方千米，當中陸地面積為48.30平方千米，而水域面積為0.60平方千米。當地共有人口427人，而人口密度為每平方千米9人。